# Lisbeth Palme
Anna Lisbeth Christina Palme (født 14. marts 1931 i Stockholm, død 18. oktober 2018 samme sted) var en svensk børnepsykolog og internationalt anerkendt fortaler for børns rettigheder, bl.a. som formand for UNICEF 1990-1991. I  1956 blev hun blev gift med den senere svenske statsminister Olof Palme, der blev skudt i 1986, mens han spadserede på gaden i Stockholm sammen med Lisbeth. Hun var dermed et hovedvidne ved Palmemordet. 

## Liv og virke
Hun var datter af civilingeniør Christian Beck-Friis og hans hustru Anna-Lisa, født Bolling. Efter studentereksamen i 1950 ved Nya Elementarskolan för flickor i Stockholm blev hun bachelor ved Stockholms Universitet i 1955.
Lisbeth Palme giftede sig 9. juni 1956 med Olof Palme, Sveriges statsminister 1969–1976 og 1982–1986. De fik sammen sønnerne Joakim, Mårten og Mattias.
Lisbeth Palme arbejdede som børnepsykolog og var i en periode ansat ved Stockholms läns landsting og senere ved socialforvaltningen i Stockholm. Hun var ordførende i den svenske Unicef-komité 1987–1999 og international ordførende i Unicef 1990–1991. Hun havde flere andre internationaleopgaver, blandt andet blev hun i 1998 indvalgt som ekspert i FNs komité for børnerettigheder og indgik i det panel som for Den afrikanske unions regning udredede folkemordet i Rwanda. Lisbeth Palme var også engageret i udviklingen af den svenske børneforsorg.

## Mordet på Olof Palme
Ved Palmemordet i 1986 var Lisbeth Palme det nærmeste øjnevidne og hun udpegede Christer Pettersson ved en vidnekonfrontation. Da skal hun havde ladet falde en kommentar om at man ser hvem som er alkoholiker, som blev tolket som om at hun var blevet informere om at den mistænkte var misbruger. Da ankeinstansen Hovretten senere omgjorde dommen mod Petterson pegde den på at ingen andre vidner end Lisbet Palme kunne udpege Pettersson ved åstedet, der var ingen tekniske beviser (krudtrester, mordvåben) og at udredningen ikke kunne bevise at Pettersson havde motiv for at myrde Olof Palme. De stillede spørgsmål ved Lisbet Palmes erindring af den flygtende gerningsmand, eftersom hun med sikkerhed må have været oprørt og med opmærksomheden rettet mod sin ægtemand.